# HanseMerkur Versicherungsgruppe
Die HanseMerkur ist eine unabhängige Versicherungsgruppe mit Sitz in Hamburg. Sie bietet Versicherungen in den Bereichen Gesundheit, Pflege, Leben, Risiko- und Altersvorsorge, Reise und Freizeit, Schaden, Unfall und Tier sowie betrieblicher Zusatzversicherungen an.

## Geschäftsfeld
Mit etwa 2626 Angestellten und selbständigen Agenturinhabern im Innen- und Außendienst erwirtschaftete die HanseMerkur 2024 einen Jahresumsatz von 2,95 Mrd. Euro. Zu diesem Zeitpunkt verfügte die Gruppe über einen Kapitalanlagenbestand von 19,8 Milliarden Euro. Die Wurzeln der Versicherungsgruppe liegen in der Krankenversicherung, die mit einem Beitragsvolumen von > 2 Mrd. Euro (2024) bis heute die Hauptsparte des Unternehmens ist.
Zur Gruppe gehört auch die HanseMerkur Reiseversicherung. Sie bietet Versicherungen in der Touristik und für Geschäftsreisen an und zählt mit einem Marktanteil von mehr als 20 Prozent zu den größten Unternehmen der touristischen Assekuranz in Deutschland. Als Marktführer in der See-, Airline- und Bustouristikversicherung verzeichnete die HanseMerkur Reiseversicherung 2024 eine Beitragseinnahme in Höhe von rund 318 Mio. Euro.
Im Jahr 2010 wurde eine Praxis für traditionelle Chinesische Medizin auf dem Gelände des Universitätsklinikums Hamburg-Eppendorf eröffnet. Sie soll chinesische Therapieformen „evaluieren“ und „nachweisbare Qualitätsstandards“ definieren.
Seit 1981 verleiht die HanseMerkur den „HanseMerkur Preis für Kinderschutz“.

## Konzernstruktur

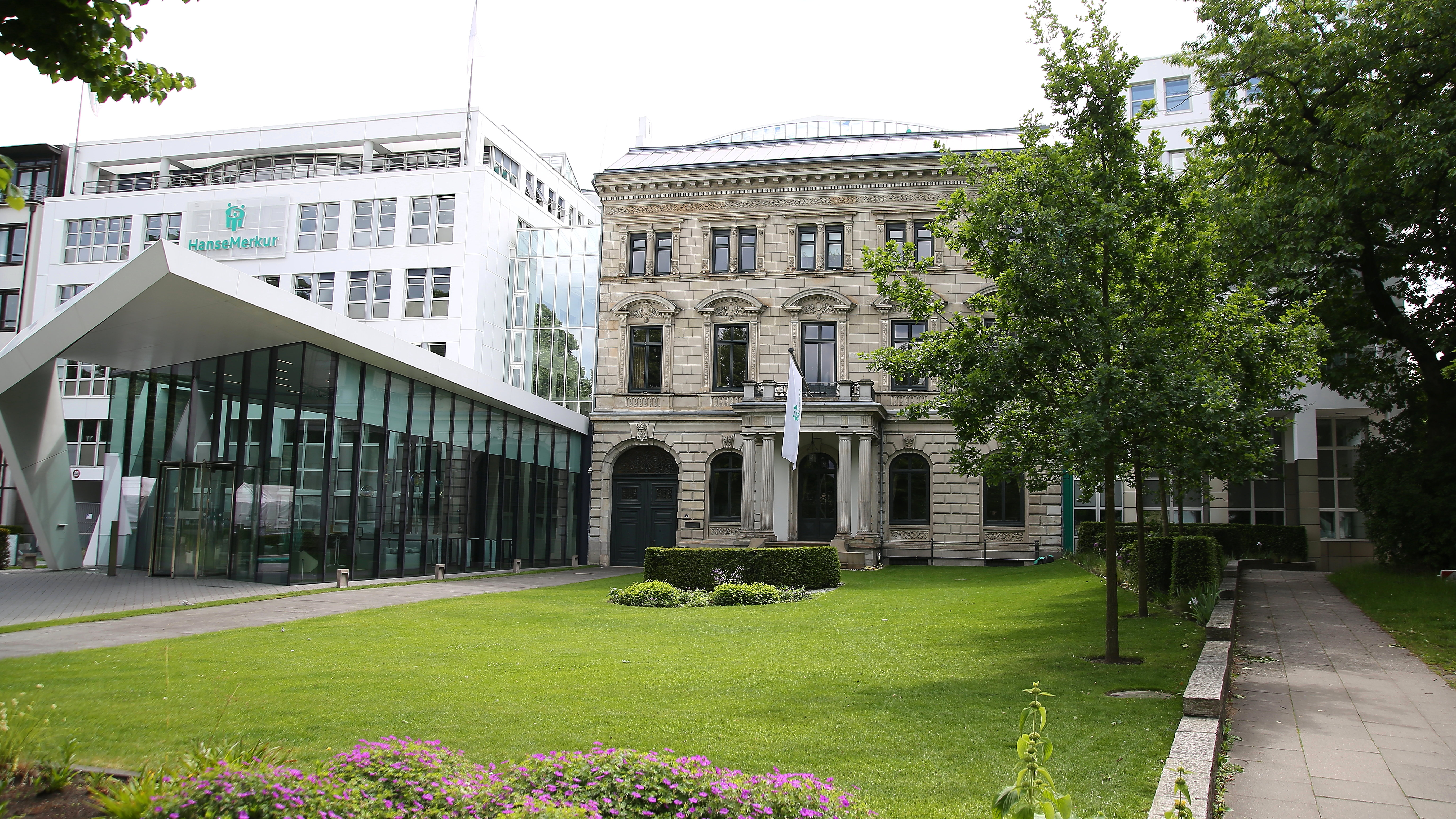
Eingangsbereich der Hauptverwaltung

Zur HanseMerkur Versicherungsgruppe gehören:
- HanseMerkur Krankenversicherung auf Gegenseitigkeit,
- HanseMerkur Holding AG,
- HanseMerkur Krankenversicherung AG,
- HanseMerkur Speziale Krankenversicherung AG,
- HanseMerkur Lebensversicherung AG,
- HanseMerkur Reiseversicherung AG,
- HanseMerkur Allgemeine Versicherung AG,
- HanseMerkur Grundvermögen AG,
- HanseMerkur Trust AG,
- HanseMerkur Trust Swiss AG,
- HanseMerkur International AG,
- Advigon Versicherung AG (ehemals CSS Versicherung AG, Vaduz),
- BD24 Berlin Direkt Versicherung AG.

## Kritik
Verbraucherorganisationen, wie Stiftung Warentest berichten über zahlreiche Klagen zur BD24 Berlin Direkt Versicherung, die Teil der HanseMerkur Versicherungsgruppe ist. Versicherungs-Jahresverträge, die bei Flugbuchungen zugebucht wurden, verlängern sich automatisch, bei fehlender aktiver Kündigung. Dabei verdoppeln sich häufig die Beiträge ab dem zweiten Jahr, was zu erheblicher Kundenunzufriedenheit führt.

## Geschichte

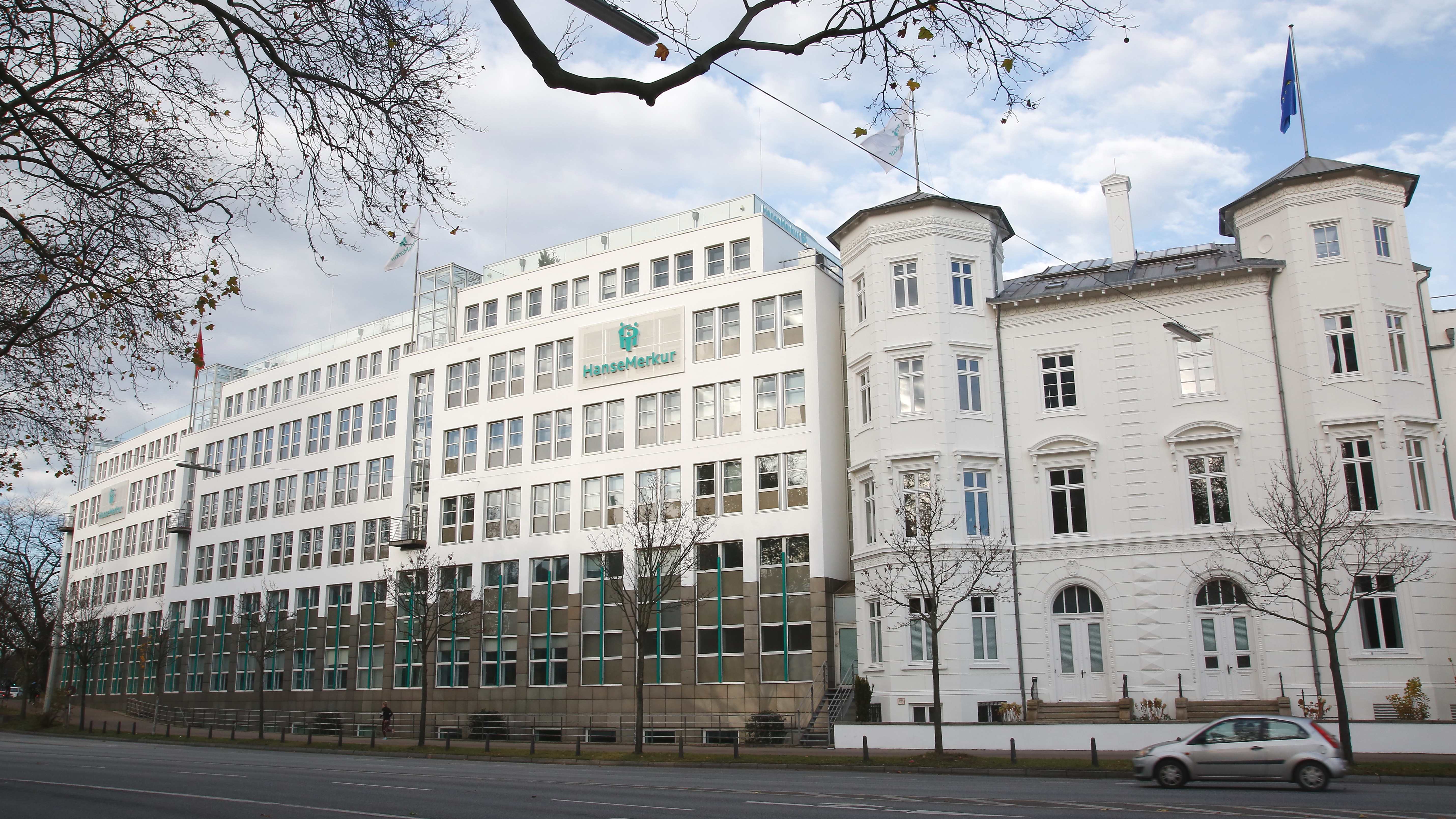
HanseMerkur-Hauptverwaltung in Hamburg, 2022

Die Fusion der beiden Hamburger Krankenversicherer Hanseatische Krankenversicherung von 1875 Merkur und Hanse-Krankenschutz zur HanseMerkur Krankenversicherung begründete 1969 die HanseMerkur-Versicherungsgruppe.
1977 erfolgte die Gründung der Hanse-Merkur Reiseversicherung. 1983 ging die Braunschweigische Lebensversicherung (gegründet 1806) in der HanseMerkur Lebensversicherung auf, deren „geistiger Vater“, Johann Christian Ludwig Hellwig, der Erfinder der Beitragskalkulation nach Eintrittsalter ist. In den 1980er Jahren war der promovierte Diplomkaufmann Gerd-Winand Imeyer (* 1934 in Osnabrück), Sohn des Geologen Friedrich Imeyer, Generaldirektor und Vorstandsvorsitzender der Hanse-Merkur-Versicherungsgruppe. 1999 erwarb die HanseMerkur Krankenversicherung die Albingia Krankenversicherung, die sie im darauffolgenden Jahr in die HanseMerkur Speziale Krankenversicherung umfirmierte.
Seit 2004 bietet HanseMerkur auch private Kranken(voll)versicherungen an. Der Bestand der (alten) Hanse Merkur Krankenversicherung aG ging auf die neu gegründete Hanse Merkur Krankenversicherung AG über.
2014 kaufte die HanseMerkur die auf dem deutschen Markt tätige CSS Versicherung Vaduz von der CSS Versicherung Luzern und benannte sie in Advigon Versicherung um.